# Erik Swanson
Erik Donald Swanson (Fargo, Dakota del Norte, 4 de septiembre de 1993), más conocido como Erik Swanson, es un jugador profesional estadounidense de béisbol que se desempeña en la posición de lanzador en Toronto Blue Jays, equipo de las Grandes Ligas de Béisbol (MLB).

## Carrera
Swanson hizo su debut en la MLB con el equipo Seattle Mariners, en el cual jugó cuatro temporadas (2019-2022), después pasó a Toronto Blue Jays, donde lleva jugando dos temporadas.